# 釜山南部運転免許試験場
釜山南部運転免許試験場（プサンなんぶうんてんめんきょしけんじょう）は釜山広域市南区にある道路交通公団の運転免許試験場である。

## 施設概要
- 一種普通、二種普通技能試験場
- 一種大型技能試験場
- 一種特殊（トレーラー）技能試験場
- 一種特殊（レッカー）技能試験場
- 二種小型、二種原動機付自転車技能試験場
- 出会いの広場

### 本館
- 1階：受付、休憩室
- 2階：試験場長室、総務係
- 3階；学科試験場

### 別館
- 1階:身体検査場
- 2階：交通安全教育室

## 学科試験
- 四輪（第二種小型免許を含む）、原動機付自転車免許ともにPC式のみ。
- 手話ビデオ（重度の聴覚障害者対象）

## 技能試験が可能な運転免許の種類
各運転免許の詳細については運転免許の区分を参照
- 第一種大型免許
- 第一種特殊免許（トレーラー）
- 第一種特殊免許（レッカー）
- 第一種普通免許
- 第二種普通免許
- 第二種小型免許
- 第二種原動機付自転車免許

## 交通アクセス
- 釜山都市鉄道2号線慶星大・釜慶大駅下車。5番出口から龍湖洞方面行きのバスに乗車し南部運転免許試験場で下車。